# Kandidatentoernooi
Een kandidatentoernooi is een schaaktoernooi voor individuele spelers (niet voor teams), uitgeschreven door de FIDE. De winnaar van het kandidatentoernooi heeft het recht de wereldkampioen uit te dagen. 

## Geschiedenis

### Vooraf
Die regeling kwam er na het overlijden van wereldkampioen Alexander Aljechin in 1946, waarbij de vorige wereldkampioen Max Euwe de regeling van het wereldkampioenschap overdroeg aan de FIDE. Voordien was de wereldtitel privé-bezit van de wereldkampioen, die zelf kon bepalen wie hem mocht uitdagen en tegen welke voorwaarden.
De deelnemers zijn de spelers met de beste resultaten in de interzonale toernooien, waaraan de spelers met de beste resultaten in de zonale toernooien mochten deelnemen. Zo werd een cyclus van drie jaar ingesteld voor zonale toernooien, interzonale toernooien, kandidatentoernooi en wereldkampioenschap.

### 1950-1964

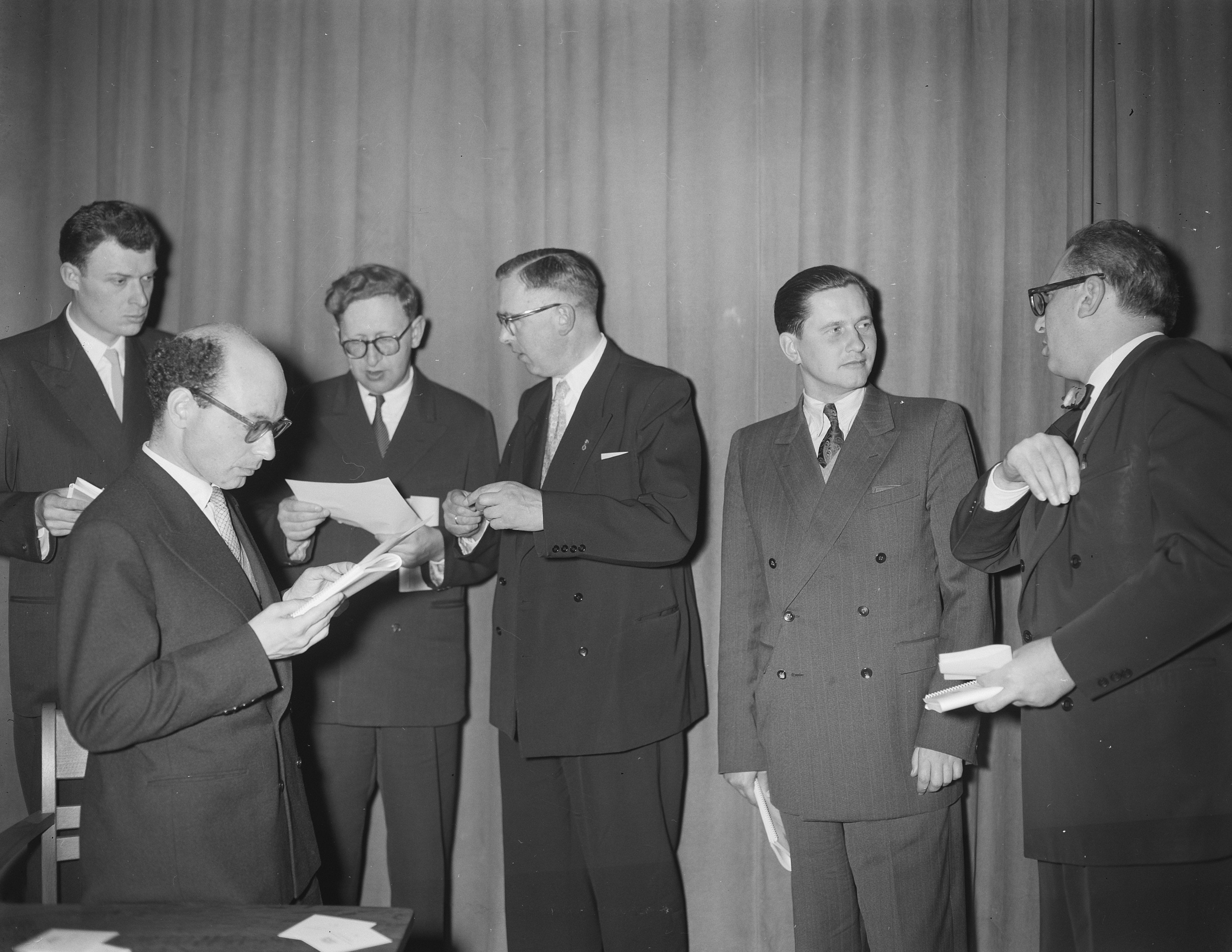
Loting kandidatentoernooi 1956 Amsterdam

Het eerste kandidatentoernooi werd georganiseerd te Boedapest in 1950 met tien spelers en dubbele ronden. De winnaar David Bronstein mocht wereldkampioen Michail Botvinnik uitdagen. 
Een van de sterkste kandidatentoernooien was dat te Zürich in 1953 met 15 spelers en dubbele ronden, waar Vassily Smyslov won.
Hij won ook het kandidatentoernooi van 1956 te Amsterdam met tien spelers en dubbele ronden.
In 1959 won Michail Tal in Bled-Zagreb-Belgrado het toernooi met acht spelers en viervoudige rondes.
Toen Robert Fischer na het kandidatentoernooi in Curaçao – waar Tigran Petrosjan won – 1962 klaagde dat de spelers van de Sovjet-Unie met elkaar samenspanden tegen hem door onderling remise te spelen en zelfs opzettelijk te verliezen tegen een landgenoot met betere kansen, verving de FIDE in 1965 het kandidatentoernooi door kandidatenmatches tussen telkens twee spelers met rechtstreekse uitschakeling. Toen het financieel moeilijk bleek om dergelijke kandidatenmatches te organiseren, ging de FIDE in 1985 terug naar kandidatentoernooien.

### Vanaf 1985
In 2020 te Jekaterinenburg weigerde Teimour Radjabov te spelen wegens gevaar voor COVID en hij werd vervangen door Maxime Vachier-Lagrave.
Het toernooi is op 26 maart 2020 na de achtste ronde onderbroken wegens Russische maatregelen tegen verspreiding van het Coronavirus en de acht deelnemers hebben op 16 april 2021 hervat.